# 22397 Minobe
22397 Minobe è un asteroide della fascia principale. Scoperto nel 1994, presenta un'orbita caratterizzata da un semiasse maggiore pari a 2,7735160 au e da un'eccentricità di 0,1804174, inclinata di 10,04896° rispetto all'eclittica.